# الکساندر برزین
الکساندر برزین (انگلیسی: Alexander Berzin؛ زادهٔ ۱۹۴۴) زبان‌شناس، مترجم، فیلسوف، و نویسنده اهل ایالات متحده آمریکا است.

## زندگی
او از دانش‌آموختگان دانشگاه راتگرز و دانشگاه هاروارد است.
وی همچنین برندهٔ جوایزی همچون برنامه فولبرایت شده‌است.